# アルマリク
アルマリク(Almalik)は中央アジア、イリ川渓谷（イリ地方）の歴史的都市。モンゴル帝国時代の13世紀から14世紀頃にイリ川渓谷を経て天山山脈北麓を通る交易路の拠点として栄え、またイリ地方の周辺に広がる草原地帯の遊牧民たちが拠点として利用した。正確な位置は明らかではないが、現在の中国新疆ウイグル自治区北西部、サリム湖の南、カザフスタンとの国境に近いイーニン（クルジャ）の近辺に存在していたと考えられている。
アルマリクの前身は、唐の史書に表れる「弓月城」と推定されている。アルマリクの名は13世紀にはじめて歴史にあらわれ、耶律楚材や長春真人の旅行記には「阿里馬里城」、アルメニア国王ヘトゥム1世の旅行記には「ハルアリク（Halualekh）」と記される。この名はテュルク語で「リンゴのなる町」を意味している。
13世紀初頭、カルルク族の首長オザルがアルマリクを中心に勢力を形成すし、西遼（カラキタイ）に臣従していた。モンゴル帝国が勢力を拡大すると、1211年頃にオザルは西遼から離反してチンギス・ハーンに帰順するが、オザルは西遼の帝位を簒奪したナイマンのクチュルクに殺害される。オザルの死後、チンギスの命によってオザルの子スクナーク・テギンがアルマリクの指導者の地位を継ぎ、チンギスの長子ジョチの娘を娶った。
チンギスの死後、アルマリクはイリ地方一帯の遊牧地を所領（ウルス）とするチンギスの次男チャガタイに与えられる。チャガタイは春夏の期間をアルマリクの周辺とイリ川南のクヤスで過ごし、アルマリクはスクナーク・テギンとその一族によって統治されていた。14世紀初頭にいわゆるチャガタイ・ハン国が形成されるとその中心都市となった。アルマリクはチャガタイ・ハン国の中心地とされてから重要性を帯び、14世紀には東方におけるキリスト教の拠点の一つとして機能した。
14世紀中頃には東チャガタイ・ハン国の再建者でモグーリスタンの遊牧民たちをイスラム教に改宗させたトゥグルク・ティムールがこの地を本拠地とし、1362年に亡くなるとアルマリクに葬られた。その後もモグーリスタン・ハン国と呼ばれるトゥグルク・ティムールの後裔たちはこの地方を拠点としたが、15世紀に入るとカザフスタンの草原地帯にウズベクやカザフが興って圧迫を受け、モグーリスタンのハンたちは草原地帯を捨ててタリム盆地のオアシス都市に移っていった。ウズベクによる破壊を受けたアルマリクも衰亡し、イリ地方の中心都市としての機能はクルジャに移って歴史から姿を消した。
現在は、トゥグルク・ティムールの霊廟もクルジャにある。